# Kees Broekman
Cornelis "Kees" Broekman, född 2 juli 1927 i De Lier i Zuid-Holland, död 8 november 1992 i Berlin, var en nederländsk skridskoåkare.
Broekman blev olympisk silvermedaljör på 5 000 meter och 10 000 meter vid vinterspelen 1952 i Oslo.